# Церковь Святого Стефана (Кидекша)
Церковь Святого Стефана (Стефановская церковь) — православный храм в селе Кидекше Суздальского района Владимирской области.
Одноглавая церковь под двускатной кровлей с небольшой трапезной. Престол во имя святого апостола первомученика и архидиакона Стефана († около 33—36 годов).
Входит в единый архитектурный ансамбль XII—XVIII веков, наряду с церковью Бориса и Глеба, шатровой колокольней и святыми вратами с оградой.

## История

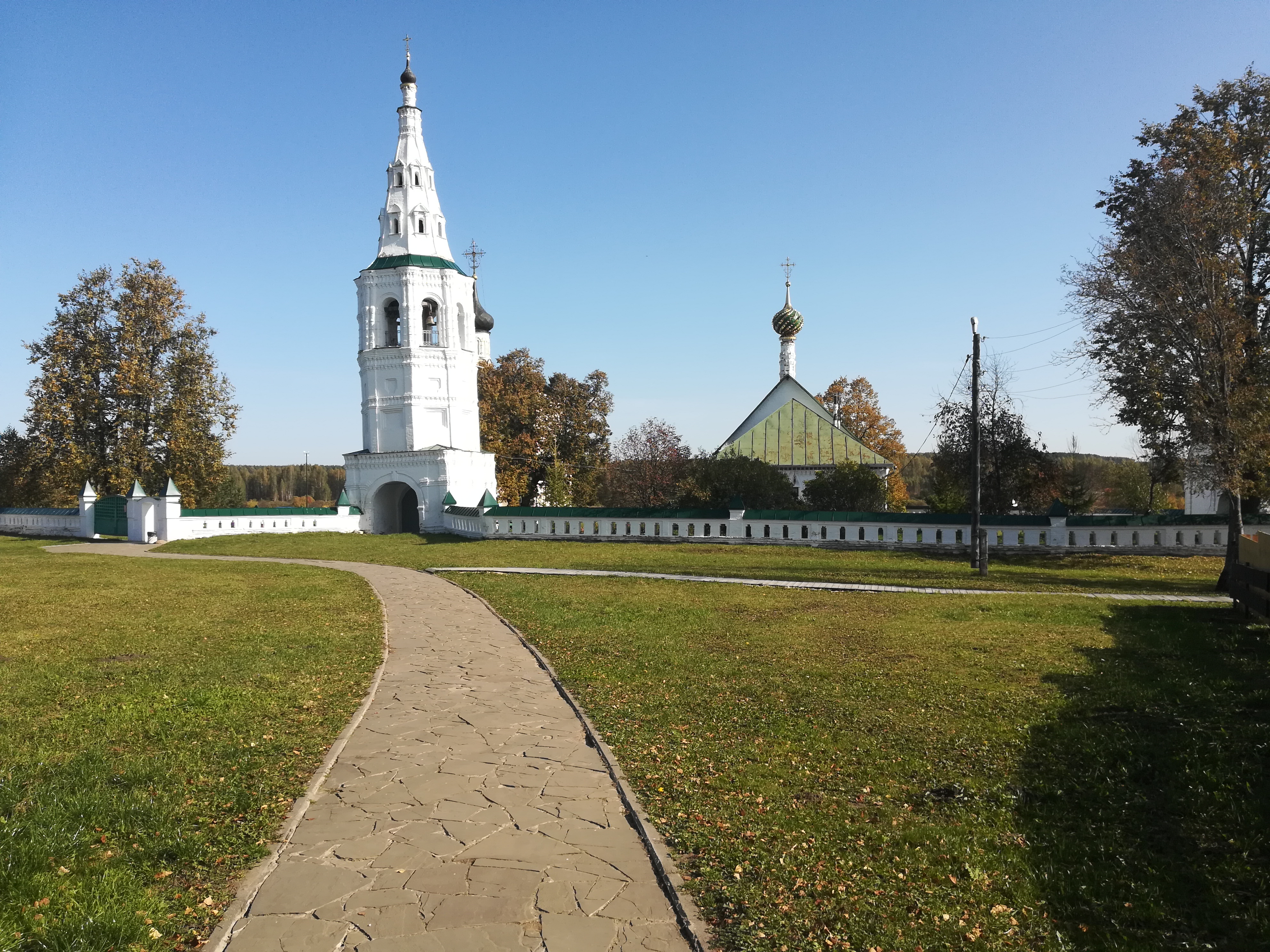
Архитектурный комплекс с церковью Бориса и Глеба

Построена в 1780 году как зимний храм к церкви Бориса и Глеба.
При советской власти храм был закрыт.
Возвращён верующим в 1992 году. Первоначально принадлежала РПАЦ, с 2002 года в Русской православной церкви.